# Цолак Ананікян
Цолак Ананікян (вірм. Ցոլակ Անանիկյան; 25 листопада 1987) — вірменський боксер, призер чемпіонату Європи серед аматорів.

## Аматорська кар'єра
2006 року Цолак Ананікян брав кчасть у чемпіонаті світу серед молоді.
На чемпіонаті світу 2007 в категорії до 81 кг програв у другому бою Даугірдасу Шемьотасу (Литва) і не потрапив на Олімпійські ігри 2008.
На чемпіонаті Європи 2008 Цолак Ананікян завоював срібну медаль в категорії до 91 кг.
- В 1/16 фіналу переміг Геліаса Павлідіса (Греція) — 7-4
- В 1/8 фіналу переміг Віталіюса Субачюса (Литва) — 8-3
- У чвертьфіналі переміг Дениса Пояцика (Україна) — 8-7
- У півфіналі переміг Йожефа Дармоса (Угорщина) — 5-4
- У фіналі програв Єгору Мехонцеву (Росія) — 2-9

На чемпіонаті світу 2009 програв у першому бою.
На чемпіонаті Європи 2010 програв у другому бою Тервелу Пулеву (Болгарія).